# Пимен (Воят)
Пимен Воят (справжнє ім'я Воят Павло Михайлович, 25 червня 1985, с. Ганнівка Корецького р-ну Рівненської обл., УРСР) — митрополит Рівненський і Острозький за версією УПЦ МП.

## Біографія
Народився 25 червня 1985 року в селі Ганнівка Корецького району Рівненської області в селянській родині. У 1991—2002 роках навчався в школі села Копитів того ж району. 2002—2006 — навчався в Київській духовній семінарії УПЦ МП, 2006—2010 — в Київській духовній академії УПЦ МП.
З вересня 2010 року викладав в Київських духовних школах, у листопаді став помічником проректора з виховної роботи. 2013 року закінчив педагогічний університет ім. Драгоманова.
25 квітня 2013 Антоній Паканич постриг Павла у чернецтво з ім'ям Пімен на честь Пимена Белолікова, єпископа Семиріченського УПЦ МП. 28 квітня 2013 року митрополит УПЦ МП Сабодан висвятив Павла в сан ієродиякона.
9 листопада 2015 року митрополитом УПЦ МП Онуфрій підвищив його до сану архімандрита.
2016—2018 — виконував послух храму Різдва пресвятої Богородиці Київської духовної академії УПЦ МП.
14 березня 2018 синод ЦУПЦ МП обрав його єпископом Дубенським, вікарієм Рівненської єпархії УПЦ МП. 25 березня того ж року відбулася його архієрейська хітонія.
16 вересня 2021 року призначений тимчасовим керівником Рівненської єпархії УПЦ МП через смерть митрополита Варфоломія Ващука.
16 листопада 2021 року ставкерівником Рівненської єпархії УПЦ МП.
17 серпня 2022 року митрополитом Онуфрієм підвищений до сану архієпископа.
31 жовтня 2024 в числі 17 (із 53) правлячих і 14 (із 58) вікарних архієреїв УПЦ МП підписав заяву, в якій засудив анексію Російською Православною церквою Донецької єпархії, зняття її керівника митрополита Іларіона і заміни на росіянина, уродженця Рязанської області Росії, архієрея з Далекого Сходу.
17 серпня 2025 року митрополитом Онуфрієм підвищений до сану митрополита.

## Громадянська позиція
Після отримання Томосу про автокефалію Православної церкви України, Пимен українську владу у «розв'язанні міжрелігійної війни» та примусовій ліквідації релігійних громад РПЦ в Україні. 2019 року був одним з організаторів акції протесту біля Рівненського управління СБУ. За його словами, силовики нібито регулярно викликають священників Рівненської єпархії РПЦвУ на допити.

## Власність
- Будинок в Рівненській обл., Корецький р., с. Копитів — 102,6 м2
- Volkswagen Transporter 2012 р.
- Земельна ділянка в Рівненській обл., Обарівська — 0.1 га[2]